# エテネ・ナナイ＝セツロ
エテネ・ナナイ＝セツロ（Etene Nanai-Seturo、1999年8月20日 - ）は、スーパーラグビーチーフスに所属するラグビーユニオン選手。

## プロフィール
- ニュージーランド・オタフフ出身[1]。
- ポジションはウィング(WTB)、フルバック(FB)。
- 身長 183cm、体重 92kg
- U20ニュージーランド代表に選ばれたことがある[2]。

## 略歴
カウンティーズ・マヌカウを経て、2019年、チーフスに加入。
2021年、東京五輪の7人制ニュージーランド代表に選ばれて銀メダル獲得。